# مسجد داش آغليان
مسجد داش آغليان (بالفارسية: مسجد داش آغلیان) هو مسجد تاريخي يعود إلى عصر القاجاريون، ويقع في خوي.